# Місрах Гар Іл-Кбір
Місрах Гар іль-Кбір (неофіційно відомий як Клапхем Джанкшн ) — доісторичне місце в Сіґєві, на півдні острова Мальта, неподалік від скель Дінглі. Він найбільш відомий своїми «коліями возів», складною мережею доріжок, висічених у скелі. Вік і призначення слідів невідомі, оскільки оцінки їх походження варіюється від неоліту до середньовіччя та всіх проміжних моментів. Деякі дослідники припускають, що вони могли використовуватися в різні періоди, можливо, навіть для різних видів діяльності.  Схоже, що колії могли бути зроблені лише не пізніше 700 р. до н. е. з кількома прикладами, що вказують на дату періоду храму бл. 3800-2500 до н.е. 
Повідомляється, що прізвисько «Clapham Junction» дав археолог Девід Х. Трамп, який повідомив, що воно нагадало йому жваву залізничну станцію Clapham Junction у Лондоні .

## Походження доріжок
Подібні траси (відомі та позначені на Мальті як «Колії для візків») можна знайти в ряді місць на обох великих островах. Бусевдієн в затоці Сент-Полс-Бей, Naxxar, San Ġwann і Bidnija є хорошими прикладами на головному острові. Найкращі острови Гоцо знаходяться на плато Та' Ċenċ, Саннат .
У Місрах Гар іль-Кбір досягають 60 сантиметрів (24 дюйм) глибокі і мають середню відстань між ними від 110 до 140 см (43 до 55 дюйм) . Деякі з них перетинаються, а інші утворюють вузли, створюючи ілюзію великої залізничної станції .
У деяких місцях на Мальті, наприклад у затоці Святого Георгія на Біржеббудзі, сліди впадають у море й продовжуються під водою, що призвело до припущень у ЗМІ, що вони були зроблені під час останнього льодовикового періоду, коли рівень моря був нижчим. (Найдавніші інші відомі свідчення про  проживання людей на Мальті датуються приблизно 5900 роком до н. е.). 

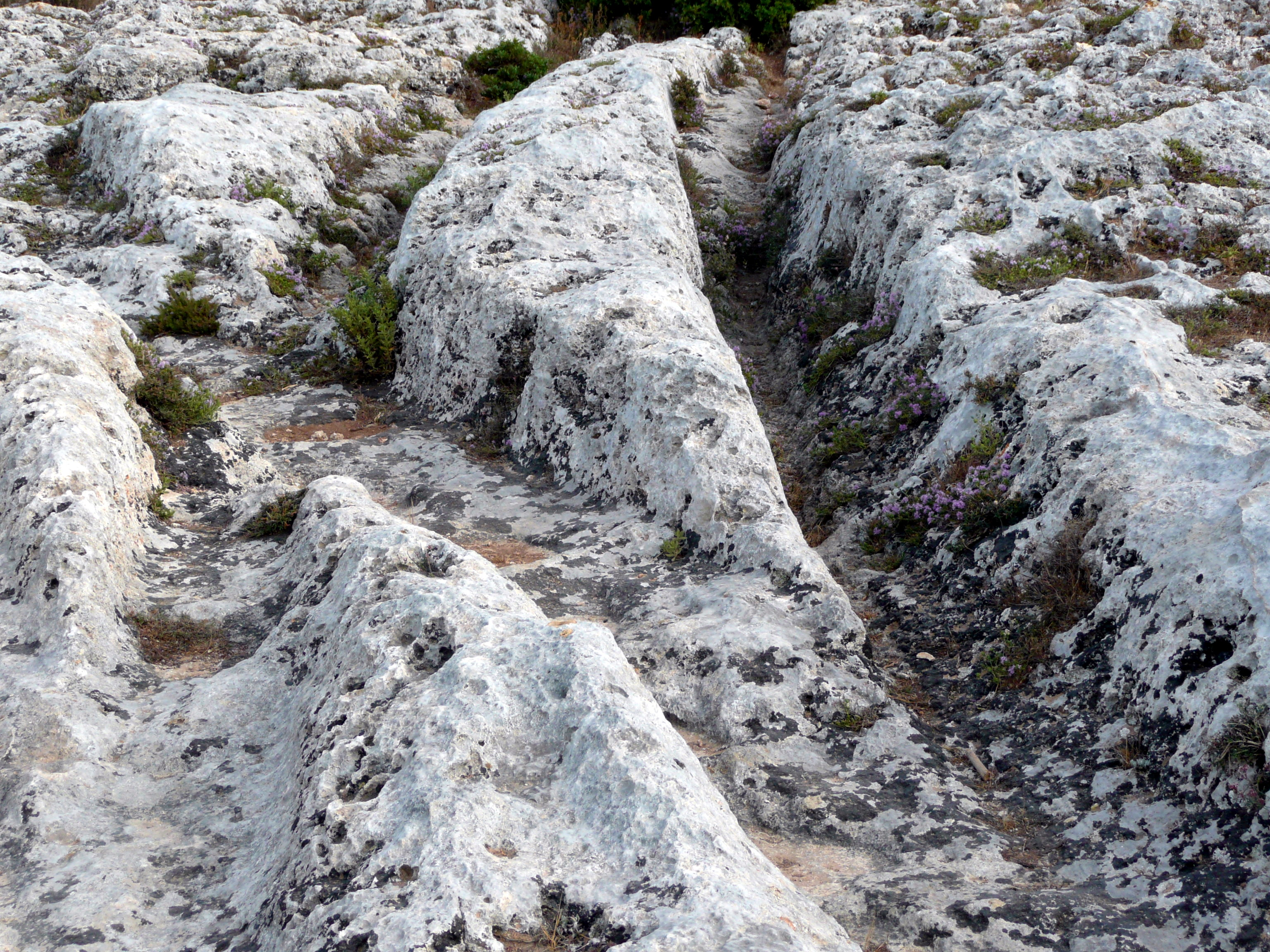
Перехрестя колій у Гар-іль-Кбір

Дослідження, опубліковане в 2008 році, описує їх як викликані дерев'яними колісними візками, які розмивають м'який вапняк . Було проведено аналіз навантажень, які були б спричинені візком, який би відповідав колії. Професор Моттерсхед з Портсмутського університету сказав: «Порода, що лежить в основі, на Мальті слабка, і коли вона волога, вона втрачає близько 80 відсотків своєї міцності. Візки спочатку прокладали сліди в ґрунті, але коли вони розмивалися, колеса їздили прямо по скелі, щоб іншим візкам було легше йти тими ж коліями».  

## Зовнішні посилання
- Вікісховище має мультимедійні дані за темою: Місрах Гар Іл-Кбір
- VisitGozo page including the cart ruts